# Ambros Martín
Ambrosio José Martín Cedres (Arrecife, 30 de abril de 1968), más conocido como Ambros Martín, es un exjugador y entrenador de balonmano español, actual seleccionador femenino de España y entrenador del RK Krim.

## Trayectoria

### Jugador
Desarrolló su carrera profesional como extremo izquierdo, militando en la Liga ASOBAL en el Club Balonmano Gáldar canario y, fundamentalmente, en el Portland San Antonio en la etapa más gloriosa del club navarro.

#### Clubes
- Balonmano Tres de Mayo
- Balonmano Puerto de la Cruz
- Sociedad de Cultura, Recreo y Deportes Torrelavega
- 1995?-1997  Club Balonmano Gáldar
- 1997–2003  Portland San Antonio

### Entrenador
En 2004 volvió a Navarra (donde ganó todo como jugador del extinto Portland San Antonio) para entrenar, entre los años 2004 y 2012, a la SD Itxako. Aunque con dudas al principio, aclaradas en un par de charlas con Jordi Ribera y Manolo Cadenas, al final decidió embarcarse en el deporte femenino. Allí llevó al equipo a la etapa más gloriosa de la escuadra de Estella, ganando cuatro títulos de la Liga ABF, subcampeón de la Copa de Europa y campeón de la Copa EHF.
En el verano de 2012, sustituyó a Karl Erik Bøhn como entrenador del Győri Audi ETO KC de Hungría. Compaginó su labor con la selección femenina de balonmano de Rumania desde el 4 de octubre de 2016. En febrero de 2018 anunció que no prorrogaba su contrato con el Győri y que abandonaba el club al final de la temporada tras levantar cuatro Champions. 
Fue nombrado Entrenador del Año en la Liga de Campeones de la EHF femenina durante cuatro temporadas consecutivas (2015-2018).
Para la temporada 2018-19 se convirtió en entrenador del Rostov-Don. En mayo de 2019, su contrato con la selección rumana se rescindió de mutuo acuerdo.
Empezó a trabajar con la selección femenina rusa en 2019 y le llevó a la medalla de bronce en el Mundial. 
Tras la pandemia vivió un año en Zaragoza y echó una mano al Balonmano Zaragoza Ademar, equipo fruto de dos de las grandes canteras del balonmano aragonés (Maristas y Corazonistas)
En mayo de 2023 se convirtió en el seleccionador español compartiendo tandem junto a José Ignacio Prades. Hasta el final de la campaña 2022–23, compatibilizará el cargo con el de primer entrenador del Gyori Audi ETO KC.

#### Clubes y selecciones
- 2003–2004  Club Balonmano Naranco
- 2004–2012  SD Itxako
- 2012–2018  Győri Audi ETO KC
- 2016–2019  Selección femenina de Rumanía
- 2018–2020  Rostov-Don
- 2019–2020  Selección femenina de Rusia
- 2020–2021  Balonmano Zaragoza Ademar
- 2021–2023  Győri Audi ETO KC
- 2023-Act.  Selección femenina de España
- 2024-Act.  RK Krim[10]

## Palmarés

### Como entrenador
- 4 x Liga de Campeones de la EHF femenina (Győri Audi ETO KC, 2013, 2014, 2017, 2018).
- 1 x Copa EHF femenina (SD Itxako, 2009).
- 4 x Liga ABF (SD Itxako, 20092009, 2010, 2011 y 2012)
- 3 x Copa de la Reina (SD Itxako, 2009, 2010, 2011 y 2012)
- 2 x Supercopa de España (SD Itxako, 2009 2010 y 2011)
- 5 x Liga de Hungría (Győri Audi ETO KC, 2013, 2014, 2016, 2017, 2018)
- 5 x Copa de Hungría (Győri Audi ETO KC, 2013, 2014, 2015, 2016, 2018)
- 2 x Supercopa de Hungría (2): 2014, 2015
- 1 x Copa de Eslovenia (2025)[11]
- 1 x Liga de Rusia (Rostov-Don: 2019)
- 1 x Medalla de bronce en el Mundial (Selección rusa, 2019)

#### Galardones individuales
- Entrenador del Año en la Liga de Campeones de la EHF femenina: 2015, 2016, 2017, 2018.

### Como jugador
Todo el palmarés como jugador es con el Portland San Antonio de Pamplona.
- 1 x Liga de Campeones de la EHF: 2001.
- 1 x Supercopa de Europa: 2000.
- 1 x Recopa de Europa: 2000.
- 1 x Liga ASOBAL: 2001-02.
- 2 x Copa del Rey:  1998-99, 2000-01.
- 2 x Supercopa de España: 2001-02, 2002-03.